# Agnostic Front
Agnostic Front és un grup estatunidenc de hardcore punk de la ciutat de Nova York. Fundat l'any 1980, és considerat una influència fonamental de l'escena local i un pioner del gènere crossover thrash.

## Història
Formada l'any 1980 pel guitarrista Vincent Cappuccio «Vinnie Stigma» sota el nom de Zoo Crew, reclutà el cantant Roger Miret i de seguida s'hi afegiren Ray «Raybeez» Barbieri del grup Warzone com a bateria i Adam Moochie com a baixista, canviant el nom de la banda a Agnostic Front. El 1983 graven el primer EP titulat United Blood amb el segell discogràfic Last Warning Records.
El 1984 és editat el primer llarga durada Victim in Pain. Rob Kabula pren la posició de baixista mentre Dave Jones s'encarregava de la bateria, essent substituït després per Jim Colleti. Aquest àlbum posicionaria el grup com un dels més representatius del New York Hardcore al costat de bandes com Cro-Mags i Murphy 's Law, amb els quals compartien sovint escenari al CBGB.
Tot i les dificultats degudes pels canvis constants de formació, el 1986 es publica Cause for Alarm amb Combat Records, aquest àlbum conté influències del thrash metal de manera similar al que feien grups com Suicidal Tendencies, D.R.I. i S.O.D., fet que va marcar el rumb que la banda prendria en les seves posteriors produccions, arrelades al so crossover thrash.
Amb una nova alineació, la banda va publicar Liberty and Justice For... el 1987, deixant de banda les influències del thrash per produir un so més hardcore punk. Temps després del llançament de l'àlbum en viu Live at CBGB, Miret va ser arrestat per possessió de drogues. Durant el temps que va passar a la presó va escriure noves cançons mentre Stigma i companyia giraven per Europa per primera vegada. Les lletres escrites per Miret durant la seva estada a la presó van donar forma a One Voice, àlbum llançat el 1992, comptant amb la participació de membres de Sick of It All i Madball, essent el germà de Miret, Freddy Cricien, vocalista de la gira.
Poc temps després del llançament d'One Voice, la banda decideix separar-se, actuant per darrera ocasió el desembre de 1992 al CBGB. El 1993 s'edità Last Warning que conté el concert al CBGB de 1992 i l'EP United Blood.

### Retorn
El 1997 la banda és refà, amb Stigma i Miret acompanyats de Rob Kabula i Jimmy Colletti. Aquesta formació gravaria el primer àlbum per al segell Epitaph Records el 1998, amb el títol Something's Gotta Give. El mateix any editen Puro Des Madre, amb versions de «Gotta Go», «Believe» i «Voices» en castellà. Després publicaren Riot, Riot, Upstart el 1999, i posteriorment Dead Yuppies el 2001. Els àlbums editats després del retorn de la banda van comptar amb vendes acceptables i crítiques favorables a causa del so influenciat pel hardcore, el punk i l'Oi!.
En acabar el contracte amb Epitaph Records, Agnostic Front grava Another Voice, àlbum produït per Jamey Jasta, vocalista del grup Hatebreed, i editat per Nuclear Blast amb un so influït pel metalcore. En la mateixa línia, Warriors és presentat el 2007 comptant amb la producció de Freddy Cricien i una formació amb els dos membres originals Roger Miret i Vinnie Stigma al costat de Joseph James a la segona guitarra, Mike Gallo al baix i Steve Gallo a la bateria.
Durant el 25è aniversari del seu primer àlbum de debut Victim in Pain, Bridge Nine Records va publicar una edició remasteritzada de l'àlbum juntament amb el seu primer EP, United Blood, el 17 de novembre de 2009. La banda va girar amb el Persitence Tour per Europa a l'hivern del 2009.
El 2015, la banda va publicar l'àlbum The American Dream Died a través de Nuclear Blast Records. El grup va seguir fent gires extenses per Europa i els Estats Units presentant el disc. El 2017, Stigma i Miret van aparèixer en un documental sobre Agnostic Front, The Godfathers Of Hardcore.

## Membres
| - Vinnie Stigma – rhythm guitar (1980–present) - Roger Miret – lead vocals (1982–present) - Mike Gallo – bass, backing vocals (2000–present) - Pokey Mo – drums (2009–present) - Craig Silverman – lead guitar, backing vocals (2014–present) | - John Watson - lead vocals (1980-1982) - Diego - bass (1980-1982) - Rob Krekus - drums (1980-1981) - Raymond "Raybeez" Barbieri – drums (1981–1983) - Adam Mucci – bass (1982–1983) - Dave Jones – drums (1983–1985) - Rob Kabula – bass (1983–1987, 1997–2000) - Alex Kinon – lead guitar (1985–1986) - Gordon Ancis – lead guitar (1986–1987) - Joe "Fish" Montanaro – drums (1986–1987) - Louie Beato – drums (1986) - Alan Peters – bass (1987–1990) - Steve Martin – lead guitar (1987–1990) - Will Shepler – drums (1987–1993) - Craig Setari – bass (1990–1993) - Matt Henderson – lead guitar (1990–1993) - Jimmy Colletti – drums (1997–2004) - Steve Gallo – drums (2004–2009) - Joseph James – lead guitar (2007–2014) |

Galeria
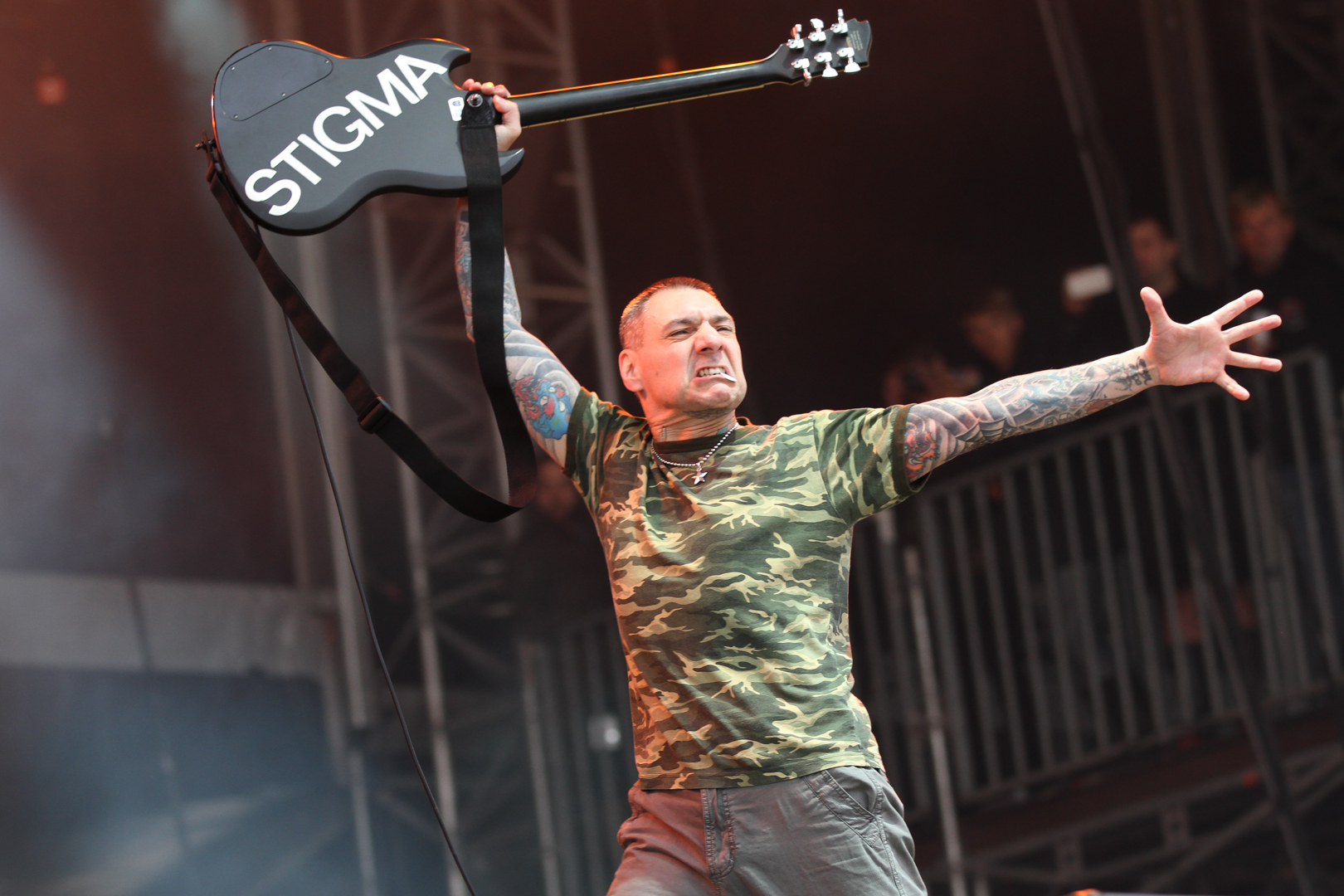
Vinnie Estigma
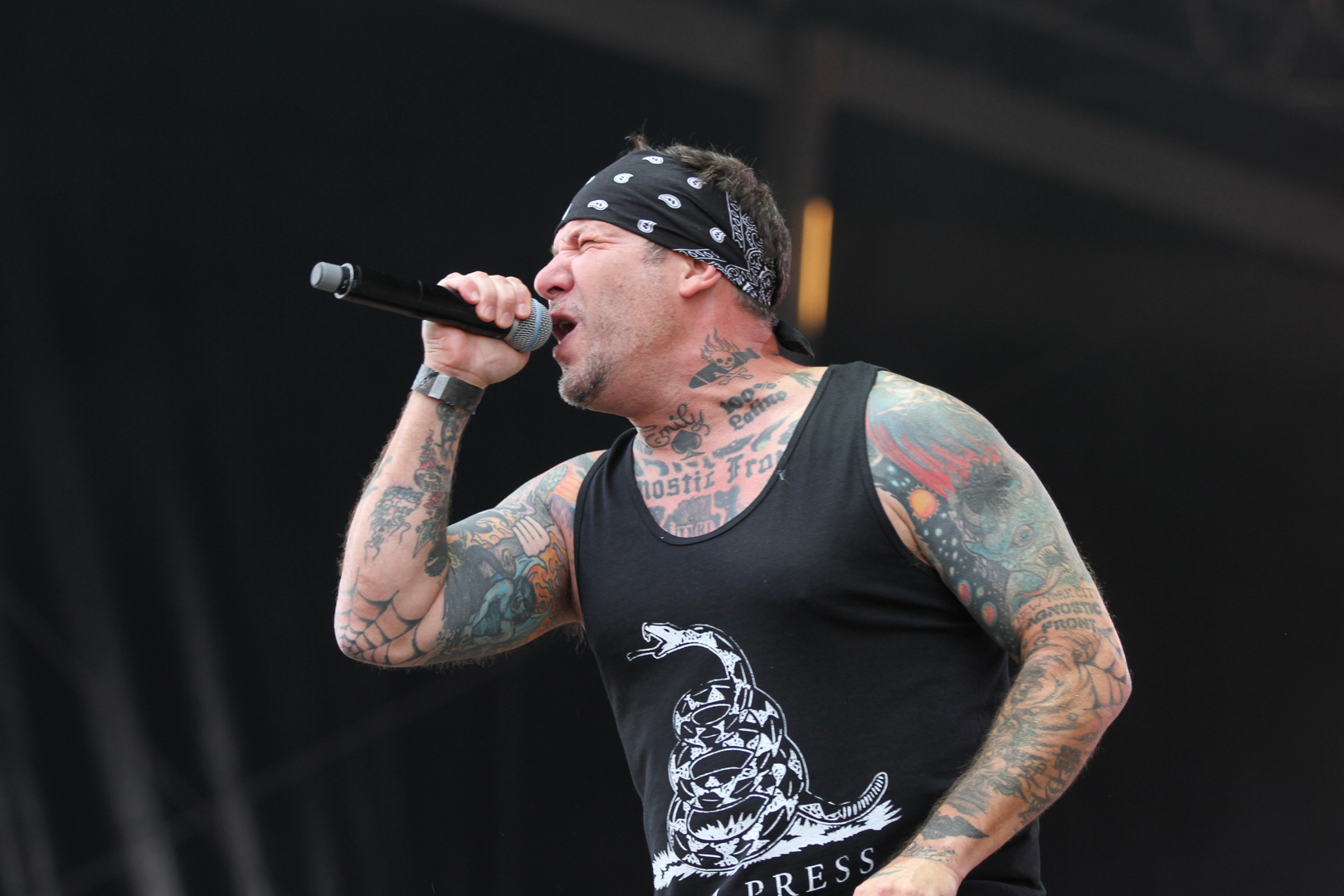
Roger Miret
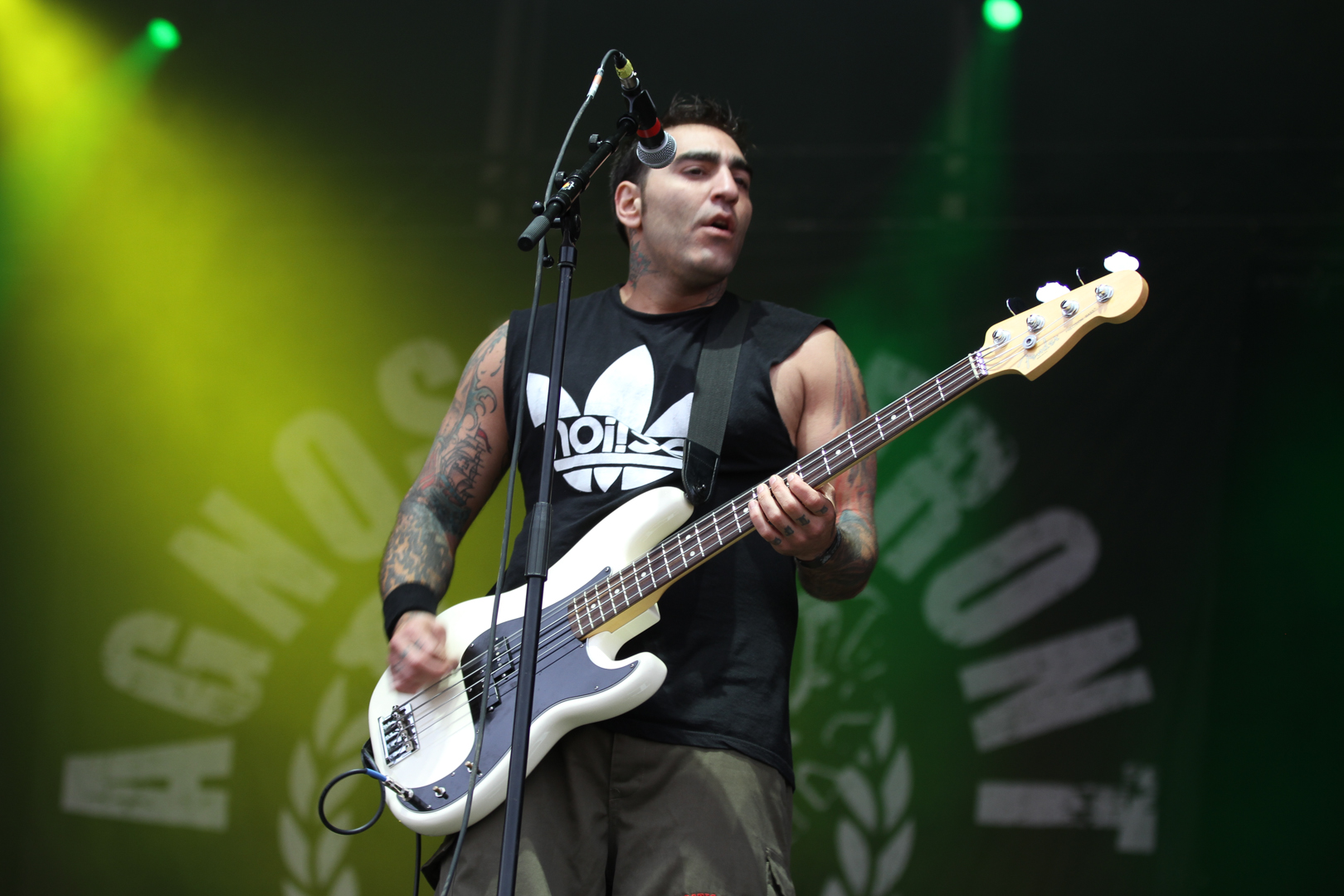
Mike Gallo
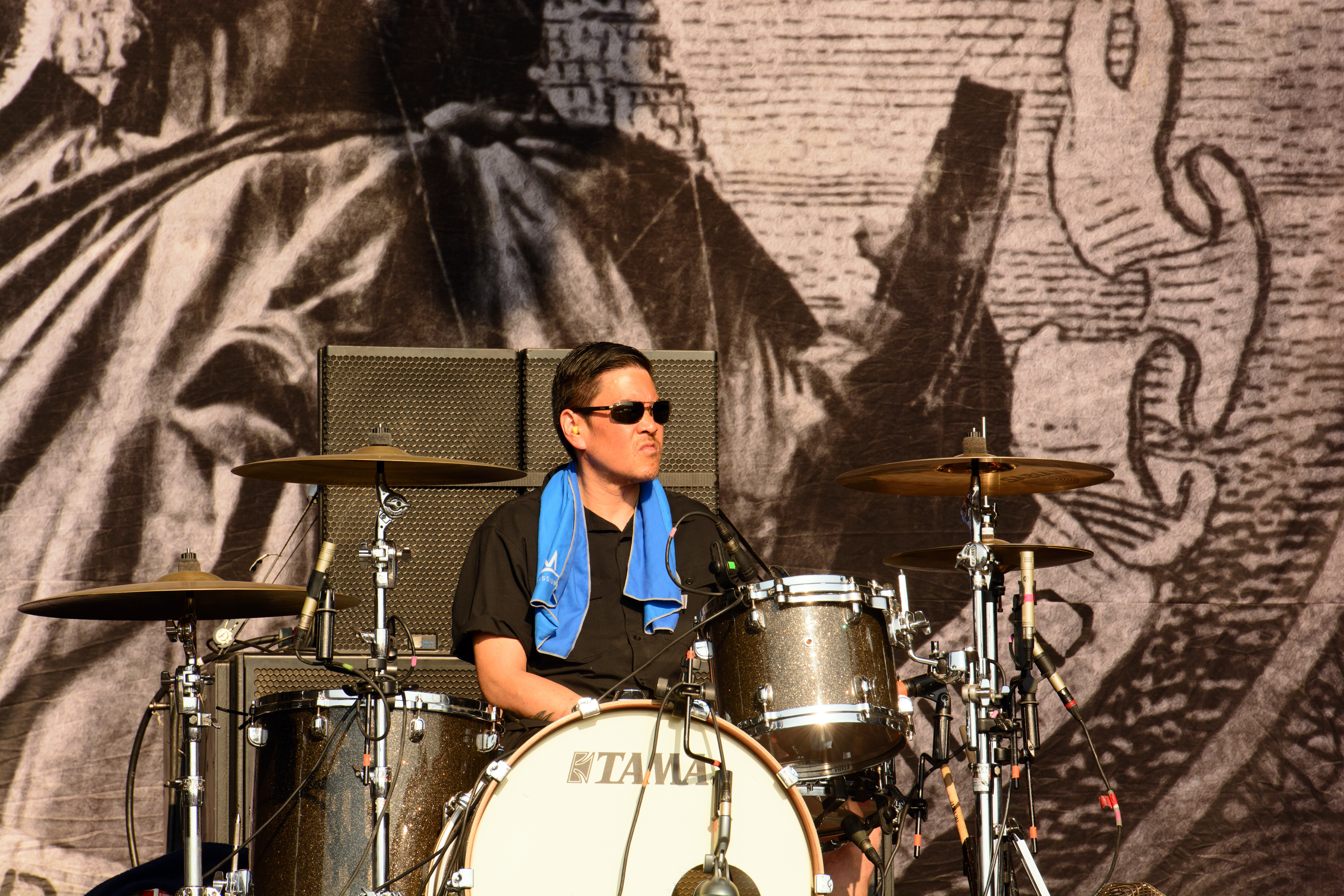
Pokey Mo
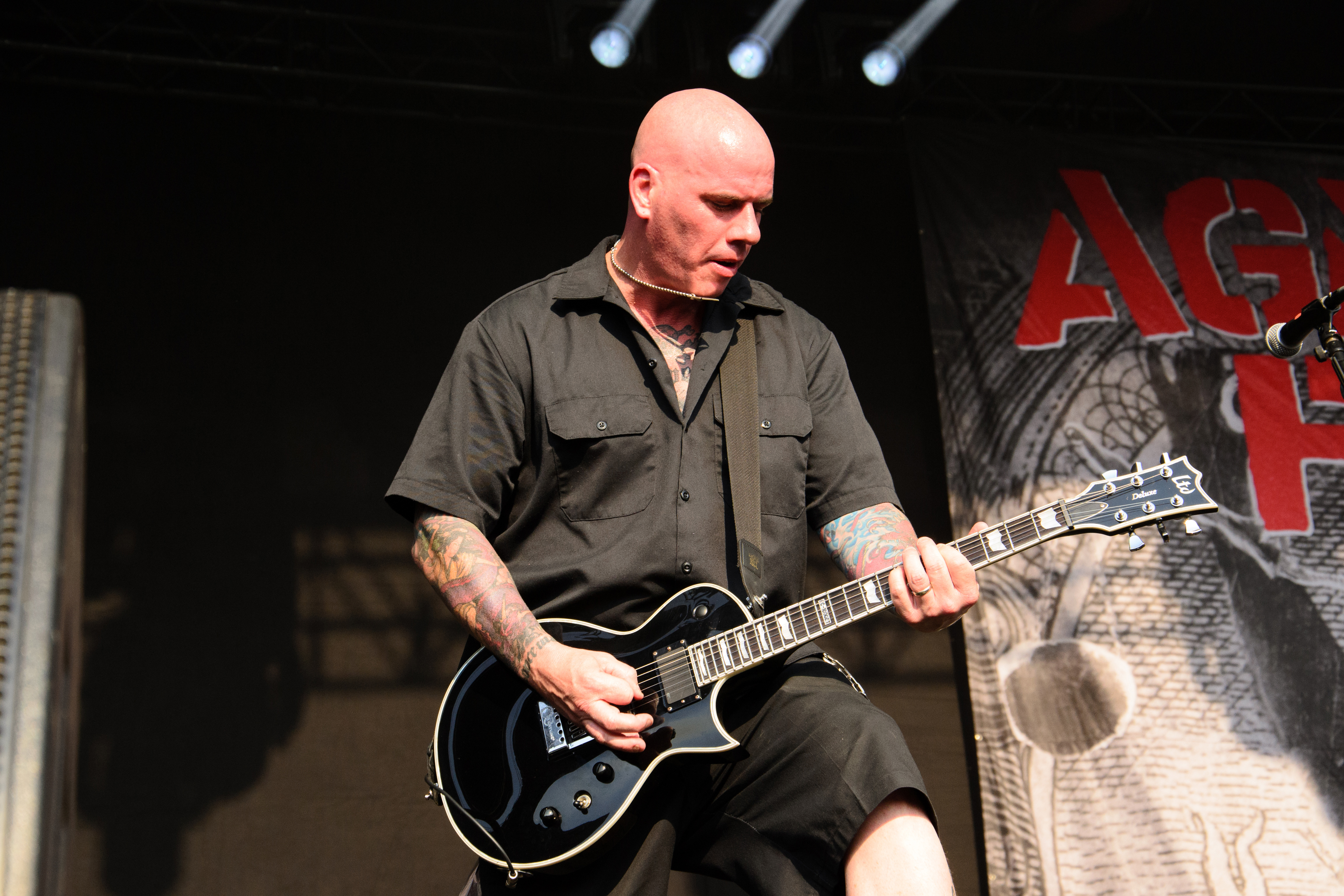
Craig Silverman

## Discografia

### Àlbums d'estudi
- Victim in Pain (1984) Rat Cage Records[cal citació]
- Cause for Alarm (1986) Relativity/Combat Records
- Liberty and Justice For... (1987) Relativity/Combat Records
- One Voice (1992) Relativity/Roadrunner Records
- Something's Gotta Give (1998) Epitaph Records
- Riot, Riot, Upstart (1999) Epitaph Records
- Dead Yuppies (2001) Epitaph Records
- Another Voice (2004) Nuclear Blast Records
- Warriors (2007) Nuclear Blast Records
- My Life My Way (2011) Nuclear Blast Records
- The American Dream Died (2015) Nuclear Blast Records[5]
- Get Loud! (2019) Nuclear Blast Records[6]

### Àlbums en directe
- Live at CBGB (1989) Relativity Records
- Last Warning (1993) Relativity/Roadrunner Records
- Working Class Heroes (2002) I Scream Records split amb Discipline
- Live at CBGB - 25 Years of Blood, Honor and Truth (2006) Nuclear Blast Records

### Recopilacions
- To Be Continued: The Best of Agnostic Front (1992) Relativity
- Raw Unleashed (1995) Grand Theft Audio
- Respect Your Roots Worldwide (2012) Strength Records

### EP
- United Blood EP (1983) Last Warning Records
- Puro Des Madre (1998) Hellcat Records
- Unity (1999) split amb Dropkick Murphys
- For My Family (2007) Nuclear Blast Records
- That's Life (2011) Bridge 9 Records